# 奴隷を毒殺しようとするネロ
『奴隷を毒殺しようとするネロ』 （どれいをどくさつしようとするネロ、フランス語: Néron essayant des poisons sur des esclaves）は、リュミエール兄弟によって制作され、ジョルジュ・アトが監督したフランスのサイレント映画、活動写真風景で、1896年ないし1897年に公開された。
この映画は、映画史上最初のペプラムと見なされている。それは、19世紀の芸術家が古代についてもっていた概念から示唆を得ている。

## あらすじ
皇帝ネロは2人の奴隷に毒を飲ませ、奴隷たちは倒れて足元で死ぬ。ネロは奴隷たちの苦しむ姿を見ることに残酷な喜びを感じている。

## 概要
- 監督：ジョルジュ・アト
- 撮映技師：アレクサンドル・プロミオ
- 映画プロデューサー：リュミエール兄弟
- 美術装飾：マルセル・ジャンボン（フランス語版）
- 撮影地：パリ
- 上映時間：50秒
- リュミエール・カタログ no. 747 歴史風景（フランス語版）シリーズ
- 公開年：1897年[2]

## 分析

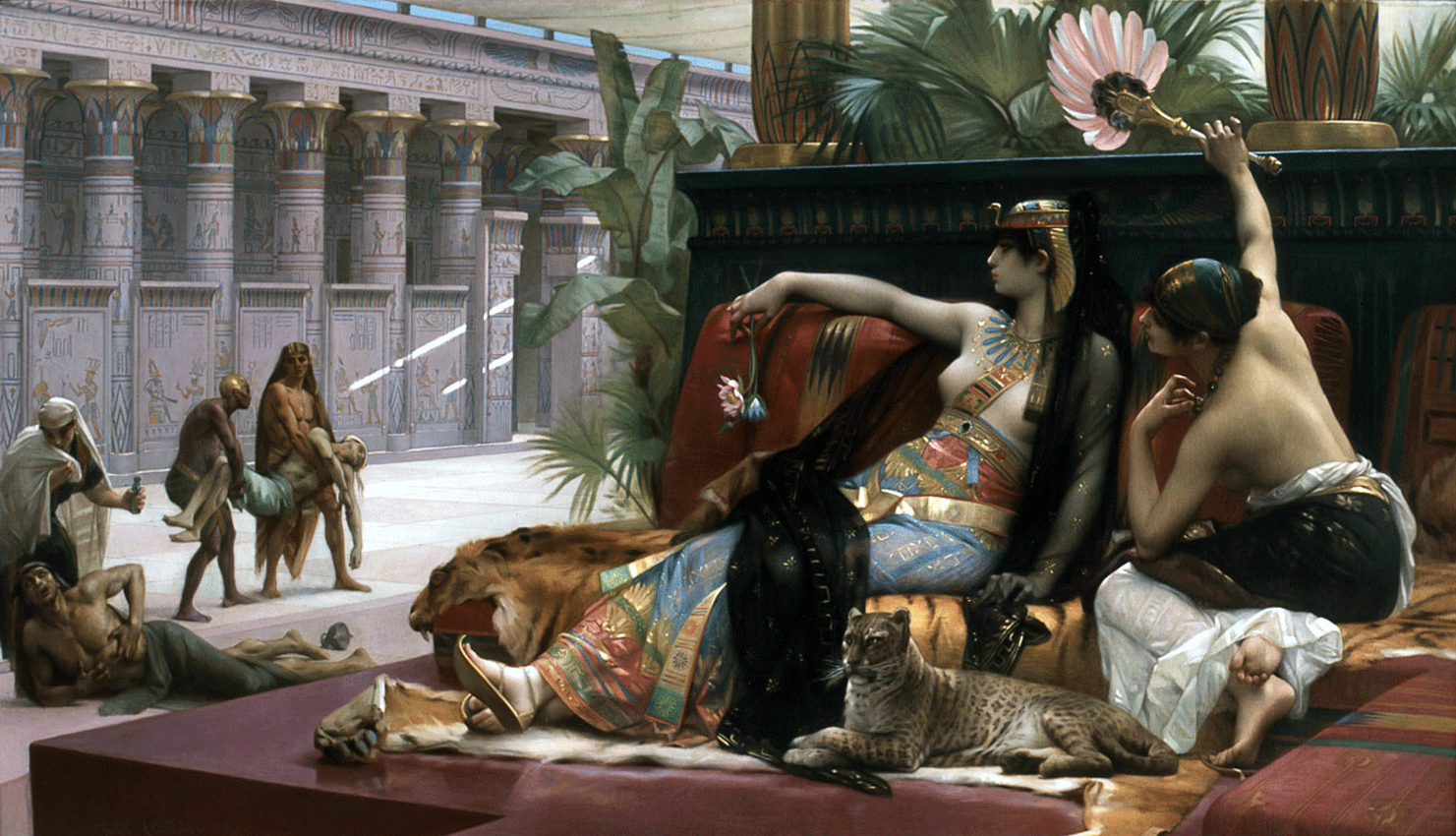
カバネル作『死刑囚に毒を試すクレオパトラ』、1887年。

クロード・アジザは、次のように述べている。「私たちはこの小品の中に、血、官能性、恐怖のすべてを見出す。狂った皇帝、罪のない犠牲者（彼らがキリスト教徒か否かは残念ながらはっきりしない。しかし、おそらく彼らはそうであったろう）...アトは、10年前のカバネルの絵画『死刑囚に毒を試すクレオパトラ』に示唆を受けている。」